# سیارک ۷۸۳۱
سیارک ۷۸۳۱ (به انگلیسی: 7831 François-Xavier، نامگذاری:1993FQ) هفت هزار و هشتصد و سی و یکمین سیارک کشف شده‌است که در ۲۱ مارس ۱۹۹۳ کشف شد.
قدر مطلق سیارک برابر ۱۳٫۶۰ است.